# Рефракционе аномалије ока
Рефракционе аномалије ока или одступања од оптичке јачине нормалног ока у мировању, најчешћи су узроци слабог вида, који се по правилу могу исправити и након тога омогућити јасан вид у сваком тренутку и на свим удаљеностима.

## Рефракција
Рефракција је оптичка јачина нормалног ока у мировању, код кога се зрак светлости који у око долазе из даљине прво мора „преломити“ на такав начин да доспе на тачно одређено продручје мрежњаче (ретине) ока. Сва одступања од физиолошке рефракције, попут кратковидности, далековидности и астигматизма, означавају се као рефракционе аномалије ока.

## Епидемиологија
Број људи на глобалном нивоу са рефракционим грешкама које нису исправљене процењује се на 660 милиона (10 на 100 људи) у 2013. години.
Рефракционе аномалије су први уобичајени узрок оштећења вида и други најчешћи узрок губитка вида,  који је у сталном повећању од 8% од 1990. до 2019. године.
Број људи широм света са значајним рефракционим грешкама процењен је на једну до две милијарде.  Стопе варирају између региона света  (око 25% Европљана и 80% Азијаца погођено је овом аномалијом).
Кратковидост је један од најчешћих поремећаја ока.  Стопе међу одраслима су између 15-49% док су стопе међу децом између 1,2-42%.
Далековидост чешће погађа малу децу, чије очи тек треба да формирају пуну дужину, и старије особе које су изгубиле способност да компензују овај поремечај.
Презбиопија погађа већину људи старијих од 35 година, а скоро 100% људе у доби од 55-65 година.
Неисправљена грешка рефракције је одговорна за оштећење вида и инвалидитет код многих људи широм света.  То је један од најчешћих узрока губитка вида заједно са катарактом, макуларном дегенерацијом и недостатком витамина А.

## Фактори ризика

### Генетика
Фундус особе са пигментозом ретинитиса, рана фаза.
Постоје докази који указују на генетску склоност ка рефракционој аномалији. Појединци који имају родитеље са одређеним рефракционим аномалијама имају већу вероватноћу да пате од сличне рефракционе грешке. 
Онлајн Менделијска база података о наслеђивању код човека (ОМИМ)  наводи 261 генетски поремећај од којих је миопија један од симптома. Миопија може бити присутна код наследних поремећаја везивног ткива као што су: 
- Кноблохов синдром (ОМИМ 267750);
- Марфанов синдром (ОМИМ 154700);
- Стиклеров синдром (тип 1, ОМИМ 108300; тип 2, ОМИМ 604841).[11]

Кратковидност је такође пријављена код Х-везаних поремећаја узрокованих мутацијама у локусима укљученим у функцију фоторецептора ретине (НИКС, РП2, МИП1) као што су: аутозомно рецесивно урођено стационарно ноћно слепило (ЦСНБ; ОМИМ 310500); ретинитис пигментоса 2 (РП2; ОМИМ 312600); Борнхолмова очна болест (ОМИМ 310460).  
Многи гени који су повезани са грешком рефракције груписани су у уобичајене биолошке мреже укључене у раст везивног ткива и организацију екстрацелуларног матрикса. Иако је велики број хромозомских локализација повезан са миопијом (МИП1-МИП17), идентификовано је неколико специфичних гена. 

### Средина
У студијама генетских предиспозиција рефракционих аномалија, постоји корелација између фактора средине и ризика од развоја миопије. Миопија је примећена код особа са визуелно интензивним занимањима.  Такође је утврђено да је читање предиктор миопије код деце. Пријављено је да деца са миопијом проводе знатно више времена читајући од деце која немају кратковидност и која су више времена проводила играјући се на отвореном. Поред тога, фокусирање на објекте у близини током дужег временског периода – као што је читање, гледање у блиски екран или писање – повезано је са миопијом.
Социоекономски статус и виши нивои образовања такође су пријављени као фактор ризика за миопију.
Блефароптоза такође може биити узрок грешака у рефракцији.

## Врсте рефракционих аномалија

### Кратковидност или миопија
Кад кажемо да неко има минус (-) диоптрију, мислимо на кратковидност или миопију, код које кратковидно око боље фокусира слику блиског предмета него далеког. Јер, услед повећања ока, слика удаљеног предмета више не допире до мрежњаче па она постаје замућена.

#### Етиологија
Кратковидност узрокују предуге очне јабучице (предњи - задњи дијаметар већи од 24 мм) или због презакривљености рожњаче.
| Етиологија                           | Карактеристике |
| ------------------------------------ | --- |
| Аксијална (осна) кратковидост        | Код ове кратковидости током развоја ока, долази до његовог раста преко 24 mm, док рожњача и очно сочиво светлосне зраке ломе правилно.                                 |
| Рефракцијска (преломна) кратковидост | Код које је око нормалне дужине, али је проблем већа закривљеност рожњаче или очног сочива, тако да оптички апарат ока ломи светлосне зраке више него што је потребно. |

| Етиологија           | Карактеристике                        |
| -------------------- | ------------------------------------- |
| Ниска кратковидност  | -3.00 диоптрије или мање              |
| Средња кратковидност | од -3.00 диоптрије до -6.00 диоптрија |
| Висока кратковидност | до -6.00 диоптрија или више           |

| Облици                          | Карактеристике |
| ------------------------------- | --- |
| Доброћудна—бенигна кратковидост | Не представља болест већ рефракциону грешку. Ради се о кратковидности која почиње у периоду пубертета, током школовања (па сечесто назива и школска миопија). Достиже вредности од највише -6.00 или -7.00 дијоптрија и са корекцијом одговарајућим сочивима постиже се нормална оштрина вида. На очном дну нема патолошких промена. Како је то најчешће миопија око особа са -3.00 дијоптрије читавог живота ефикасно раде без наочара и корекција, изузев потребе само за вид на даљину. |
| Злоћудна—малигна кратковидост   | За разлику од бенигне кратковидости малигни облик је патолошко стање ока. Јавља се у раном детињству, често је наследна, развија се прогресивно током живота (брзином од од 1,00 до 1,50 диоптрије годишње) и достиже вредности од -15 до -20 диоптрија или више. Малигну миопију карактеришу и промене на очном дну. |

### Далековидност или хиперметропија
Обрнут случај од кратковидност или миопија је далековидност или хиперметропија, код које је око далековидно „прекратко“ односно оса ока је кратка  у поређењу са његовом рефрактивном моћи, па рожњача и сочиво не преламају светлосне зраке довољно, како би их усмериле на мрежњачу већ се слика посматраног објекат ствара иза мрежњаче. Будући да се жариште далековидног ока налази иза мрежњаче, слика ће бити нејасна. Далековидне особе боље виде удаљене него блиске предмете јер, што је 
предмет удаљенији од ока, жариште је ближе мрежњаћи.
Постоји неколико облика хиперметропија: 
- латентна,
- манифестна,
- тотална хиперметропија.
- презбиопија,  сенилна далековидост или  старачка хиперметропија као посебан облик далековидости.

Хиперметропно око се мора увек акомодирати без обзира на то где се фиксни објекат налази, и зато много више користи акомодацију како би посматрани објекат био ближе.  
Код већине људи хиперопије се јавља након 40. године. Разлог за то је смањење еластичност очног сочива и смањена ширина акомодације коју оно захтева додатну корекцију за близине (адицију).
За корекцију хиперметропије користи се конвергентно или плус сочиво.

### Астигматизам
Преношење и преламање светлосних зрака је основна функција рожњаче и зато свако нарушавање њене величине, и још важније њене  закривљености (радијуса),  рефлектује се на о њену улогу у оптичком систему ока, односно појаву астигматизма као једне од аномалија ока коју не можемо исправити ни обичним „плус“ нити „минус“ сочивом јер око није једнако закривљено у свим меридијанима. Уколико би нормално око приказали као ногометну лопту, облик ока са астигматизмом више би одговарао „рагби“ лопти. Зато су за исправљање астигматизма  уместо класичних сочива потребна посебна цилиндрична сочива.
Особе са астигматизмом не виде добро ни на даљину ни близу, а често је присутна и у комбинацији са миопијом или далековидошћу. 
Симптоми су замагљен и нејасан вид, деформисана слика или деформисана слова при читању из близине. Поред тога, диференцијација детаљ је другачији у хоризонталном и вертикалном меридијану, и нешто је боља у меридијану који има мању  рефракциону грешку.
Као што је познато, хиперметропија код деце је најчешће рефракциона аномалија. Међутим, ово стање не мора бити коначно због даљег раста и развоја ока које постаје еметропично, односно због прекомерног раста постаје кратковидно. Према томе свака промена осе ока за 1 мм доводи до промене преламање ока за 3 диоптрије, а промена полупречника рожњаче за 1 мм доводи до промене рефракције за 6 диоптрија.
Ако је пречник рожњаче преко 12 мм, говоримо о мегалокорнеји, док ако је пречник смањен испод 10 мм, ради се о микрокорнеји.  Равна рожњача  (cornea plana) je ona чији је радијус мањи од оног код нормалног ока.

### Анизометропија
Анизометропија је рефракциона аномалије код које се неједнакост рефракције јавља на оба ока, без обзира да ли је реч о неједнаком степену исте аметропије, или да је рефракција на сваком оку различита. Код ове видне аномалије главни проблем у корекцији  је савладавања анизеиконије (разлике у величини и облику слика на мрежњачи оба ока) код које због потешкоћа у комбиновању слика долази до поремећаја бинокуларног вида.
Особе са анизометропијом мањом од 2,0 диоптрије, за корекцију користе наочаре тако што се за свако око прописује одговарајућа корекције. Уколико је анизометропија већа од 2,0 диоптрије, корекција анизеиконије и успостављање нормалне оштрине вида могуће је искључиво уз помоћ контактних сочива.

## Тарапија
Лечење рефракционе аномалије се врши након дијагнозе стања од стране оптометриста, офталмолога, рефракциониста или офталмолошких лекара.
Како се рефракционе  аномалије лече или управљају зависи од величине и тежине стања. Они који имају благе рефракционе  аномалије могу одлучити да оставе стање неисправљеним, посебно ако је особа асимптоматска. За оне који имају симптоме, обично се користе наочаре, контактна сочива, рефрактивна хирургија или комбинација више метода.

### Наочаре
Ово су најефикаснији начини за исправљање рефракционе аномалије. Међутим, доступност и приступачност наочара може представљати потешкоћу за људе у многим окружењима са ниским приходима у свету. Наочаре такође представљају изазов за децу којој су прописане, због њихове склоности да их не носе онолико доследно како се препоручује.
Као што је раније поменуто, грешке рефракције настају због неправилног фокусирања светлости у мрежњачи. Наочаре раде као додатно сочиво ока које служи за савијање светлости како би се фокусирало на мрежњачу. У зависности од врсте наочара, оне служе многим функцијама.
Наочаре за читање
Ово су опште наочаре без рецепта које се могу носити ради лакшег читања, посебно код оштећеног вида због старења који се назива презбиопија.
Сочива на рецепт са једном аномалијом
Ова сочива могу исправити само један облик оштећеног вида, било да се ради о далековидости или кратковидости.
Мултифокална сочива
Мултифокална сочива могу да исправе оштећен вид у више фокуса, на пример: на близину и на даљину. Ово је посебно корисно за пацијенте са пресбиобијом.

### Контактна сочива
Алтернативно, многи људи одлучују да носе контактна сочива. Један облик су тврда контактна сочива, која могу искривити облик рожњаче до жељеног облика. Други облик су, мека контактна сочива, направљена  од силикона или хидрогела. 
У зависности од трајања за које су дизајниране, контактна сочива се могу носити свакодневно или се могу носити током дужег временског периода, на пример недељама.
Постоје бројне компликације повезане са контактним сочивима која се користе свакодневно.